# Campionati del mondo di atletica leggera indoor 2025 - Salto in alto femminile
La gara del salto in alto femminile dei campionati del mondo di atletica leggera indoor 2025 si è svolta il 23 marzo 2025 a Nanchino.

## Podio
| Pos.    | Atleta             | Nazionalità | Misura |
| ------- | ------------------ | ----------- | ------ |
| Oro     | Nicola Olyslagers  | Australia   | 1,97 m |
| Argento | Eleanor Patterson  | Australia   | 1,97 m |
| Bronzo  | Jaroslava Mahučich | Ucraina     | 1,95 m |

## Situazione pre-gara

### Record
Prima di questa competizione, il record del mondo e il record dei campionati erano i seguenti.
| Record                | Prestazione | Atleta                      | Data e luogo                           | Competizione                     |
| --------------------- | ----------- | --------------------------- | -------------------------------------- | -------------------------------- |
| Record mondiale       | 2,10 m      | Jaroslava Mahučich Ucraina  | 7 luglio 2024 Parigi, Francia          |                                  |
| Record dei campionati | 2,05 m      | Stefka Kostadinova Bulgaria | 8 marzo 1987 Indianapolis, Stati Uniti | Campionati del mondo indoor 1987 |

## Qualificazioni
Per il salto in alto femminile il periodo di qualifica andava dal 1º settembre 2024 al 9 marzo 2025. Gli atleti potevano ottenere la qualificazione rientrando nello standard di 1,97 m, con una wildcard o in base al loro piazzamento nel World Athletics Rankings.

## Risultati

### Finale
La finale diretta si è tenuta il 23 marzo alle ore 11:35.
| Pos     | Atleta             | Nazionalità | 1,85 | 1,89 | 1,92 | 1,95 | 1,97 | 1,99 | Risultato | Note                                     |
| ------- | ------------------ | ----------- | ---- | ---- | ---- | ---- | ---- | ---- | --------- | ---------------------------------------- |
| Oro     | Nicola Olyslagers  | Australia   | -    | o    | o    | o    | o    | xxx  | 1,97 m    | Miglior prestazione personale stagionale |
| Argento | Eleanor Patterson  | Australia   | -    | o    | xo   | o    | o    | xxx  | 1,97 m    |                                          |
| Bronzo  | Jaroslava Mahučich | Ucraina     | -    | o    | -    | o    | x-   | xx   | 1,95 m    |                                          |
| 4       | Angelina Topić     | Serbia      | o    | o    | o    | xo   | x-   | xx   | 1,95 m    |                                          |
| 5       | Charity Hufnagel   | Stati Uniti | o    | xo   | o    | xxx  |      |      | 1,92 m    |                                          |
| 6       | Imke Onnen         | Germania    | o    | xxo  | o    | xxx  |      |      | 1,92 m    |                                          |
| 7       | Elena Kulichenko   | Cipro       | o    | xxo  | xxo  | xxx  |      |      | 1,92 m    |                                          |
| 8       | Idea Pieroni       | Italia      | xo   | xo   | xxx  |      |      |      | 1,89 m    |                                          |
| 9       | Kateryna Tabašnyk  | Ucraina     | xo   | xxo  | xxx  |      |      |      | 1,89 m    |                                          |
| 10      | Vashti Cunningham  | Stati Uniti | o    | xxx  |      |      |      |      | 1,85 m    |                                          |